# Caenohalictus tessellatus
Caenohalictus tessellatus är en biart som först beskrevs av Jesus Santiago Moure 1940.  Caenohalictus tessellatus ingår i släktet Caenohalictus och familjen vägbin. Inga underarter finns listade.